# هوملند (فصل ۴)
فصل چهارم مجموعهٔ دلهره‌آور روان‌شناختی هوملند (به انگلیسی: Homeland (season 4)) در ۵ اکتبر ۲۰۱۴  منتشر شد. این مجموعه از شبکه شوتایم در ۱۲ قسمت پخش شد. این مجموعه براساس اقتباسی از رمان اسیران جنگی ساخته شده که اثری از جدعون راف بود. تهیه‌کنندگی این مجموعه بر عهده‌ٔ هاوارد گوردون و الکس گانسا است.

## بازیگران اصلی
- کلر دینز در نقش کری متیسون، افسر سازمان سیا در بخش مبارزه با تروریسم،
- مندی پتینکین در نقش «سال برانسون»، رئیس بخش خاورمیانه سازمان سیا، رئیس سابق کری و راهنمای وی،
- دیمین لوئیس در نقش نیکلاس برودی، سرباز سابق ارتش ایلات متحده که توسط تیم نیروی دلتا پس از ۸ سال اسارت توسط القاعده نجات یافته،
- روپرت فرند در نقش پیتر کویین، تحلیلگر سیا.
- تریسی لتس در نقش اندرو لاکهارت، رئیس جدید سازمان سیا
- نازنین بنیادی در نفش فرح شیرازی، تحلیلگرِ جوان و حرفه‌ایی سازمان سیا
- لیلا رابینز در نقش مارتا بوید، در نقش سفیر ایالات متحده در پاکستان

## بازیگران میهمان
- دیوید مارسیانو در نقش ویژیل، کمک‌کننده به کری،
- اف. موری آبراهام در نقش دار عادل، مامور بازنشسته عملیات ویژه
- ایمی هارگریوس در نقش مَگی متیسون

## طرح داستان
چهارمین فصل در اسلام آباد و کابل رخ می‌دهد. کری متیسون به ماموریت خطرناکی در جنوب آسیا فرستاده می‌وشد.

## قسمت‌ها
| ش. در مجموعه | ش. در فصل | عنوان           | کارگردان  | نویسنده   | تاریخ پخش      | کدِ تولید  | بیننده (میلیون) |
| ------------ | --------- | --------------- | --------- | --------- | -------------- | --------- | --------------- |
| 37           | 1         | «ملکهٔ پهپاد»    | اعلان‌نشده | اعلان‌نشده | ۵ اکتبر ۲۰۱۴   | اعلان‌نشده | ن/م             |
| 38           | 2         | [ ۸ ]           | اعلان‌نشده | اعلان‌نشده | ۵ اکتبر ۲۰۱۴   | اعلان‌نشده | ن/م             |
| 39           | 3         | «شلوار کامیز»   | اعلان‌نشده | اعلان‌نشده | ۱۲ اکتبر ۲۰۱۴  | اعلان‌نشده | ن/م             |
| 40           | 4         | «آهن گداخته»    | اعلان‌نشده | اعلان‌نشده | ۱۹ اکتبر ۲۰۱۴  | اعلان‌نشده | ن/م             |
| 41           | 5         | «درباره‌ٔ یک پسر» | اعلان‌نشده | اعلان‌نشده | ۲۶ اکتبر ۲۰۱۴  | اعلان‌نشده | ن/م             |
| 42           | 6         | اعلان‌نشده       | اعلان‌نشده | اعلان‌نشده | ۲ نوامبر ۲۰۱۴  | اعلان‌نشده | ن/م             |
| 43           | 7         | اعلان‌نشده       | اعلان‌نشده | اعلان‌نشده | ۹ نوامبر ۲۰۱۴  | اعلان‌نشده | ن/م             |
| 44           | 8         | اعلان‌نشده       | اعلان‌نشده | اعلان‌نشده | ۱۶ نوامبر ۲۰۱۴ | اعلان‌نشده | ن/م             |
| 45           | 9         | اعلان‌نشده       | اعلان‌نشده | اعلان‌نشده | ۲۳ نوامبر ۲۰۱۴ | اعلان‌نشده | ن/م             |
| 46           | 10        | اعلان‌نشده       | اعلان‌نشده | اعلان‌نشده | ۳۰ نوامبر ۲۰۱۴ | اعلان‌نشده | ن/م             |
| 47           | 11        | اعلان‌نشده       | اعلان‌نشده | اعلان‌نشده | ۷ دسامبر ۲۰۱۴  | اعلان‌نشده | ن/م             |
| 48           | 12        | اعلان‌نشده       | اعلان‌نشده | اعلان‌نشده | ۱۴ دسامبر ۲۰۱۴ | اعلان‌نشده | ن/م             |

## تولید
در ۲۲ اکتبر ۲۰۱۳ اعلام شد که فصل جدیدی از «میهن» با ۱۲ قسمت پخش خواهد شد. تولید و فیلمبرداری برای این فصل از ۴ ژوئن آغاز شده. این بار محل فیلمبردار کیپ‌تاون در آفریقای جنوبی است. الکس گانسا، هاوارد گوردون، جدعون راف، الکساندر کری، چیپ جوهانسن و مردیث استیم، آوی نیر و ران تلم تهیه‌کنندگان این فصل هستند

## پیوند
- وبگاه رسمی
- Homeland – فهرست قسمت‌ها در بانک اطلاعات اینترنتی فیلم‌ها